# Pterolophia elongata
Pterolophia elongata är en skalbaggsart som beskrevs av Maurice Pic 1934. Pterolophia elongata ingår i släktet Pterolophia och familjen långhorningar. Inga underarter finns listade i Catalogue of Life.